# فينفالدسترفالد

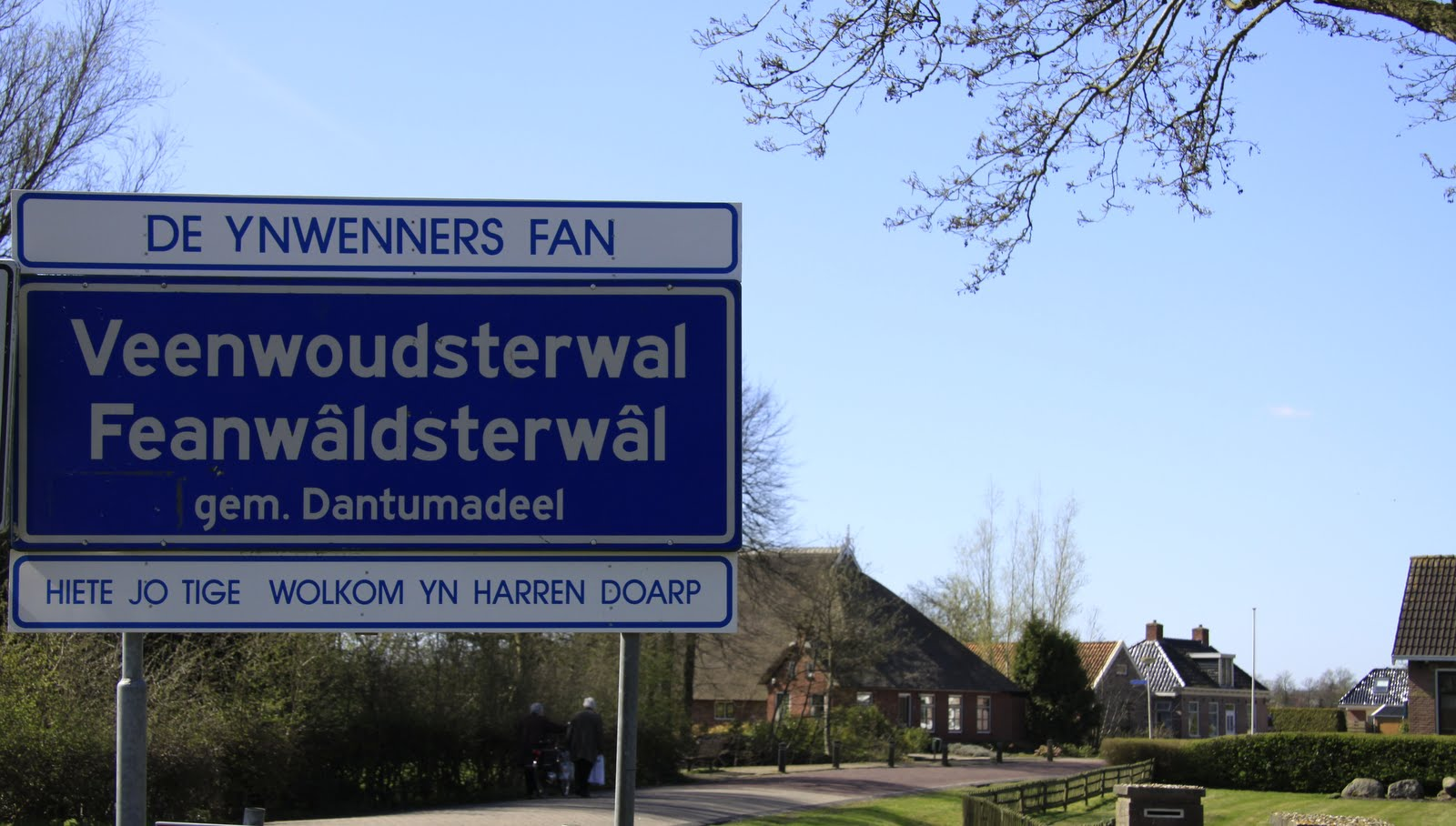
لوحة عليها اسم القرية، ومكتوب عليها أن سكان القرية يرحبون بالزوار

فينفالدسترفالد (بالهولندية: Veenwoudsterwal)‏ هي قرية ببلدية دانتوماديل بمقاطعة فرايزلاند، هولندا. بلغ عدد سكانها حوالي 400 في 2006.